# Nasty Baby
Nasty Baby je americko-chilský hraný film z roku 2015, který režíroval Sebastián Silva podle vlastního scénáře. Film zachycuje snahu homosexuálního páru o vlastní dítě. Film měl světovou premiéru na filmovém festivalu Sundance. V ČR byl film uveden na Febiofestu pod názvem Ošklivé dítě.

## Děj
Freddy a Mo tvoří homosexuální pár a bydlí v New Yorku. Rádi by měli dítě s pomocí své kamarádky Polly. Freddyho množství spermií je příliš nízké, takže žádný pokus s Polly nevyjde. Mo se zdráhá být dárcem, ale nakonec svolí a Polly úspěšně otěhotní. Trojice je obtěžována duševně nemocným tulákem jménem Bishop. Polly a Freddy se k němu nejprve chovají přátelsky, ale protože Bishop je agresivně homofobní a obtěžuje Polly, musí zasáhnout policie. Když Bishop napadne Freddyho a poté na něj zaútočí kuchyňským nožem, Freddy ho v sebeobraně zabije.

## Obsazení
| Sebastián Silva  | Freddy  |
| Tunde Adebimpe   | Mo      |
| Kristen Wiigová  | Polly   |
| Alia Shawkat     | Wendy   |
| Mark Margolis    | Richard |
| Reg E. Cathey    | Bishop  |
| Anthony Chisholm | David   |
| Agustín Silva    | Chino   |

## Ocenění
- Berlinale: Teddy Award pro nejlepší film